# Championnats d'Europe de triathlon d'hiver
Les championnats d'Europe de triathlon d'hiver ont lieu chaque année depuis 1998 sous la forme d'une compétition comprenant : course à pied, VTT et ski de fond sur piste et environnement enneigé. Cette compétition est organisée par la Fédération européenne de triathlon.

## Palmarès
| Année | Médaille d'or        | Temps           | Médaille d'argent     | Temps           | Médaille de bronze    | Temps           |
| ----- | -------------------- | --------------- | --------------------- | --------------- | --------------------- | --------------- |
| 2023  | Franco Pesavento     | 1 h 46 min 41 s | Marek Rauchfuss       | 1 h 47 min 53 s | Alessandro Saravalle  | 1 h 48 min 22 s |
| 2022  | Pavel Andreev        | 1 h 27 min 17 s | Pavel Yakimov         | 1 h 27 min 35 s | Evgenii Uliashev      | 1 h 27 min 53 s |
| 2020  | Pavel Andreev        | 52 min 21 s     | Giuseppe Lamastra     | 52 min 38 s     | Viorel Palici         | 52 min 53 s     |
| 2019  | Dmitriy Bregeda      | 1 h 1 min 55 s  | Giuseppe Lamastra     | 1 h 2 min 38 s  | Pavel Yakimov         | 1 h 3 min 2 s   |
| 2018  | Pavel Andreev        | 1 h 32 min 19 s | Marek Rauchfuss       | 1 h 32 min 48 s | Pavel Yakimov         | 1 h 33 min 27 s |
| 2017  | Pavel Andreev        | 1 h 14 min 22 s | Oskars Muiznieks      | 1 h 15 min 1 s  | Dmitriy Bregeda       | 1 h 15 min 20 s |
| 2016  | Pavel Andreev        | 1 h 8 min 27 s  | Maxim Kuzmin          | 1 h 9 min 24 s  | Pavel Yakimov         | 1 h 9 min 55 s  |
| 2015  | Pavel Andreev        | 0 h 53 min 6 s  | Evgeny Kirillov       | 0 h 53 min 8 s  | Dmitriy Bregeda       | 0 h 53 min 48 s |
| 2014  | Pavel Andreev        | 1 h 3 min 39 s  | Daniel Antonioli      | 1 h 3 min 40 s  | Dmitriy Bregeda       | 1 h 4 min 19 s  |
| 2013  | Pavel Andreev        | 1 h 28 min 31 s | Maxim Kuzmin          | 1 h 28 min 47 s | Dmitriy Bregeda       | 1 h 30 min 10 s |
| 2012  | Andreas Svanebo      | 1 h 20 min 47 s | Daniel Antonioli      | 1 h 21 min 22 s | Nicolas Lebrun        | 1 h 21 min 52 s |
| 2011  | Pavel Andreev        | 1 h 9 min 51 s  | Andreas Svanebo       | 1 h 10 min 31 s | Marek Rauchfuss       | 1 h 11 min 11 s |
| 2010  | Andreas Svanebo      | 1 h 8 min 29 s  | Arne Post             | 1 h 9 min 31 s  | Daniel Antonioli      | 1 h 10 min 13 s |
| 2009  | Arne Post            | 1 h 15 min 33 s | Andreas Svanebo       | 1 h 16 min 54 s | Daniel Antonioli      | 1 h 17 min 20 s |
| 2008  | Andreas Svanebo      | 1 h 19 min 59 s | Florian Holzinger     | 1 h 20 min 18 s | Heinz Planitzer       | 1 h 21 min 9 s  |
| 2007  | Andreas Svanebo      | 1 h 17 min 15 s | Arne Post             | 1 h 17 min 47 s | Daniel Antonioli      | 1 h 18 min 39 s |
| 2006  | Alf Roger Holme      | 1 h 24 min 41 s | Arne Post             | 1 h 25 min 56 s | Daniel Antonioli      | 1 h 26 min 28 s |
| 2005  | Alessandro Degasperi | 1 h 29 min 12 s | Nicolas Lebrun        | 1 h 29 min 13 s | Víctor Lobo           | 1 h 29 min 58 s |
| 2004  | Patrik Kuril         | 1 h 16 min 24 s | Thomas Schrenk        | 1 h 17 min 18 s | Daniel Hehle          | 1 h 17 min 38 s |
| 2003  | Benjamin Sonntag     | 1 h 23 min 19 s | Marc Ruhe             | 1 h 23 min 51 s | Thomas Schrenk        | 1 h 24 min 7 s  |
| 2002  | Marc Ruhe            | 1 h 47 min 18 s | Christoph Mauch       | 1 h 48 min 7 s  | Nicolas Lebrun        | 1 h 48 min 15 s |
| 2001  | Paolo Riva           | 1 h 27 min 39 s | Christoph Mauch       | 1 h 29 min 15 s | Marc Ruhe             | 1 h 29 min 24 s |
| 2000  | Paolo Riva           | 1 h 49 min 30 s | Martin Lang           | 1 h 50 min 5 s  | Juan-Carlos Apilluelo | 1 h 50 min 7 s  |
| 1999  | Paolo Riva           | 1 h 46 min 9 s  | Juan Carlos Apilluelo | 1 h 47 min 59 s | Nicolas Lebrun        | 1 h 48 min 29 s |
| 1998  | Paolo Riva           | 1 h 43 min 31 s | Mathias Holzner       | 1 h 45 min 21 s | Juan Carlos Apilluelo | 1 h 46 min 51 s |

| Année | Médaille d'or      | Temps           | Médaille d'argent   | Temps           | Médaille de bronze    | Temps           |
| ----- | ------------------ | --------------- | ------------------- | --------------- | --------------------- | --------------- |
| 2023  | Sandra Mairhofer   | 2 h 8 min 9 s   | Carina Wasle        | 2 h 14 min 50 s | Zuzana Michaličková   | 2 h 15 min 34 s |
| 2022  | Daria Rogozina     | 1 h 43 min 23 s | Svetlana Sokolova   | 1 h 44 min 40 s | Anna Medvedeva        | 1 h 46 min 56 s |
| 2020  | Svetlana Sokolova  | 1 h 2 min 12 s  | Romana Slavinec     | 1 h 3 min 51 s  | Yulia Surikova        | 1 h 4 min 10 s  |
| 2019  | Daria Rogozina     | 1 h 10 min 14 s | Yulia Surikova      | 1 h 12 min 4 s  | Svetlana Sokolova     | 1 h 12 min 21 s |
| 2018  | Yulia Surikova     | 1 h 53 min 13 s | Nadezhda Belkina    | 1 h 58 min 6 s  | Šárka Grabmüllerová   | 2 h 0 min 58 s  |
| 2017  | Héléna Erbenová    | 1 h 24 min 53 s | Romana Slavinec     | 1 h 25 min 9 s  | Yulia Surikova        | 1 h 25 min 46 s |
| 2016  | Olga Parfinenko    | 1 h 23 min 21 s | Yulia Surikova      | 1 h 25 min 10 s | Romana Slavinec       | 1 h 27 min 35 s |
| 2015  | Olga Parfinenko    | 1 h 4 min 10 s  | Šárka Grabmüllerová | 1 h 4 min 29 s  | Ana Casares           | 1 h 6 min 21 s  |
| 2014  | Borghild Løvset    | 1 h 14 min 8 s  | Olga Parfinenko     | 1 h 16 min 18 s | Šárka Grabmüllerová   | 1 h 16 min 33 s |
| 2013  | Borghild Løvset    | 1 h 40 min 34 s | Héléna Erbenová     | 1 h 42 min 2 s  | Elisabeth Sveum       | 1 h 42 min 54 s |
| 2012  | Héléna Erbenova    | 1 h 37 min 55 s | Borghild Løvset     | 1 h 41 min 32 s | Andrea Huser          | 1 h 43 min 57 s |
| 2011  | Borghild Løvset    | 1 h 23 min 50 s | Šárka Grabmüllerová | 1 h 25 min 25 s | Tatiana Charochkina   | 1 h 26 min 5 s  |
| 2010  | Marthe K Myhre     | 1 h 20 min 56 s | Hanne Trønnes       | 1 h 23 min 8 s  | Yulia Surikova        | 1 h 24 min 19 s |
| 2009  | Camilla Hott       | 1 h 31 min 30 s | Carina Wasle        | 1 h 32 min 1 s  | Tatiana Charochkina   | 1 h 33 min 48 s |
| 2008  | Sigrid Mutscheller | 1 h 34 min 29 s | Carina Wasle        | 1 h 36 min 13 s | Anke Kullmann         | 1 h 37 min 11 s |
| 2007  | Sigrid Mutscheller | 1 h 30 min 10 s | Eva Nyström         | 1 h 32 min 12 s | Carina Wasle          | 1 h 32 min 34 s |
| 2006  | Sigrid Lang        | 1 h 39 min 9 s  | Carina Wasle        | 1 h 40 min 13 s | Camilla Hott Johansen | 1 h 44 min 32 s |
| 2005  | Sigrid Lang        | 1 h 40 min 20 s | Marianne Vlasveld   | 1 h 43 min 21 s | Camilla Hott Johansen | 1 h 44 min 2 s  |
| 2004  | Sigrid Lang        | 1 h 24 min 44 s | Gabi Pauli          | 1 h 26 min 51 s | Jutta Schubert        | 1 h 29 min 40 s |
| 2003  | Marianne Vlasveld  | 1 h 36 min 58 s | Sigrid Lang         | 1 h 38 min 45 s | Jutta Schubert        | 1 h 43 min 52 s |
| 2002  | Sigrid Lang        | 2 h 5 min 31 s  | Marianne Vlasveld   | 2 h 7 min 5 s   | Jutta Schubert        | 2 h 13 min 7 s  |
| 2001  | Marianne Vlasveld  | 1 h 41 min 51 s | Sigrid Lang         | 1 h 44 min 26 s | Gabi Pauli            | 1 h 46 min 40 s |
| 2000  | Sigrid Lang        | 2 h 8 min 54 s  | Marianne Vlasveld   | 2 h 11 min 47 s | Gabi Pauli            | 2 h 15 min 16 s |
| 1999  | Marianne Vlasveld  | 2 h 7 min 44 s  | Gabi Pauli          | 2 h 9 min 30 s  | Karin Möbes           | 2 h 12 min 2 s  |
| 1998  | Karin Möbes        | 2 h 6 min 38 s  | Maud Martin         | 2 h 10 min 12 s | Sigrid Lang           | 2 h 11 min 8 s  |

## Lieux des épreuves et tableau des médailles
| Année | Ville            | Pays          |
| ----- | ---------------- | ------------- |
| 2023  | Andorre          | Andorre       |
| 2022  | Asiago           | Italie        |
| 2020  | Cheile Gradistei | Roumanie      |
| 2019  | Fundata          | Roumanie      |
| 2018  | Catane           | Italie        |
| 2017  | Otepää           | Estonie       |
| 2016  | Otepää           | Estonie       |
| 2015  | Reinosa          | Espagne       |
| 2014  | Cogne            | Italie        |
| 2013  | Tartu            | Estonie       |
| 2012  | Valsesia         | Italie        |
| 2011  | Ostersund        | Suède         |
| 2010  | Lygna            | Norvège       |
| 2009  | Latky Mlaky      | Slovénie      |
| 2008  | Gaishorn am See  | Autriche      |
| 2007  | Triesenberg-Steg | Liechtenstein |
| 2006  | Schilpario       | Italie        |
| 2005  | Freudenstadt     | Allemagne     |
| 2004  | Wildhaus         | Suisse        |
| 2003  | Donovaly         | Slovaquie     |
| 2002  | Achensee         | Autriche      |
| 2001  | Achensee         | Autriche      |
| 2000  | Donovaly         | Slovaquie     |
| 1999  | Malls            | Italie        |
| 1998  | Malls            | Italie        |

| Rg.                | Pays          | Médaille d'or, Coupe du Monde | Médaille d'argent, Coupe du Monde | Médaille de bronze, Coupe du Monde |    |
| ------------------ | ------------- | ----------------------------- | --------------------------------- | ---------------------------------- | -- |
| Médaille d'or      | Russie        | 16                            | 9                                 | 15                                 | 40 |
| Médaille d'argent  | Allemagne     | 8                             | 8                                 | 9                                  | 25 |
| Médaille de bronze | Norvège       | 7                             | 5                                 | 3                                  | 15 |
| 4                  | Italie        | 7                             | 4                                 | 5                                  | 16 |
| 5                  | Suède         | 4                             | 3                                 |                                    | 7  |
| 6                  | Pays-Bas      | 3                             | 3                                 |                                    | 6  |
| 7                  | Tchéquie      | 2                             | 4                                 | 4                                  | 10 |
| 8                  | Suisse        | 1                             | 2                                 | 2                                  | 5  |
| 9                  | Liechtenstein | 1                             | 1                                 | 1                                  | 3  |
| 10                 | Slovaquie     | 1                             |                                   | 1                                  | 2  |
| 11                 | Autriche      |                               | 6                                 | 3                                  | 9  |
| 12                 | France        |                               | 2                                 | 3                                  | 5  |
| 13                 | Espagne       |                               | 1                                 | 4                                  | 5  |
| 14                 | Lettonie      |                               | 1                                 |                                    | 1  |
| 15                 | Roumanie      |                               |                                   | 1                                  | 1  |